# Serranía Celtibérica

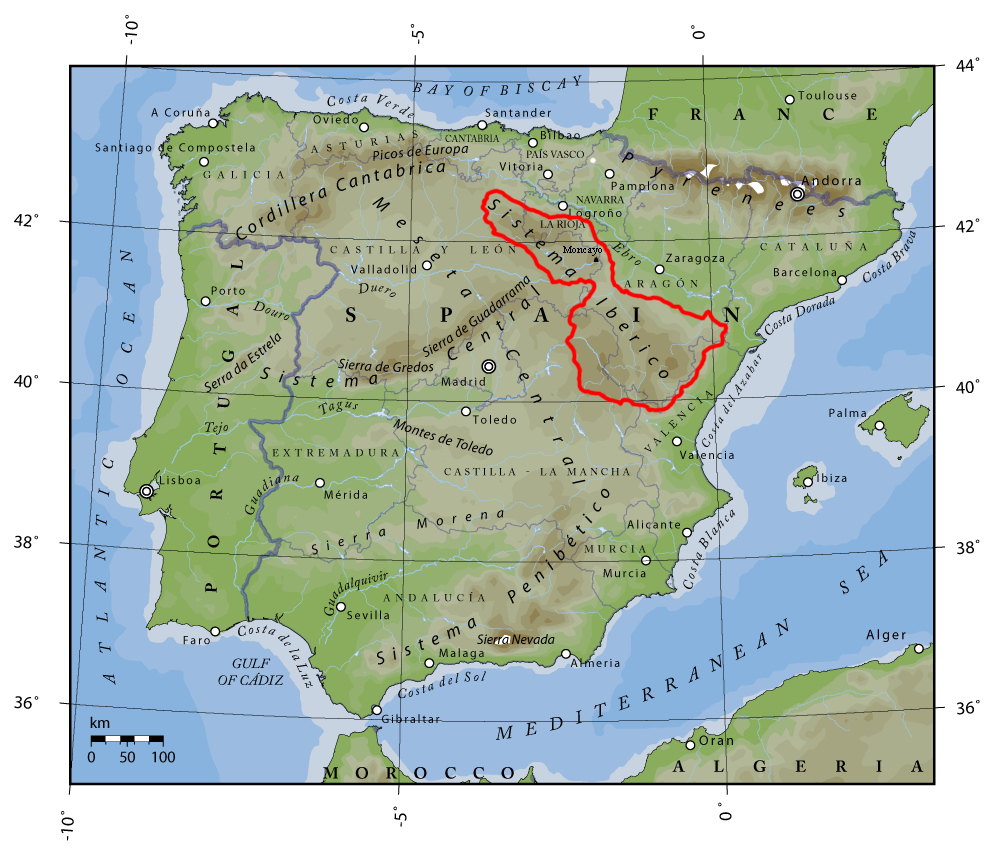
Le système ibérique entouré en rouge sur une carte de l'Espagne.

La Serrania Celtibérica, dite également « Laponie du Sud » ou « Laponie d'Espagne », est le nom donné à un territoire de l'Espagne, réparti sur dix provinces et cinq communautés autonomes, et caractérisé par sa faible densité de population. Il reçoit son nom des celtibères, tribus celtiques qui habitaient la région dans l'antiquité.

## Géographie
La Serrania Celtibérica couvre une superficie de 63 099 km2 et comprend 1632 communes, ou selon une autre définition 1355 communes sur 65 824 km2, divisées entre les provinces de Teruel et Saragosse en Aragon, Cuenca et Guadalajara dans la Castilla-La Mancha, Burgos, Segovia et Soria dans la Castille-et-León, Castellón et Valence dans la Communauté valencienne et la Rioja. La Serrania Celtibérica est une région intérieure, c'est-à-dire sans accès à la mer, enclavée et traversée par le Système ibérique, ce qui fait qu'une bonne partie de ses municipalités est déclarée zone montagneuse selon les critères de l'Union européenne.
L'orographie accidentée, l'altitude moyenne élevée ou la dispersion des centres de population sont quelques-uns des facteurs qui expliquent le faible développement des infrastructures de communication.

## Démographie
Le territoire est isolé, rural et vieillissant : plus de 76 % des localités sont à plus de 45 minutes en voiture de la ville la plus proche et 40 % des municipalités dépassent 50 ans d'âge moyen. Le territoire comprend 500 000 habitants en 2017 (contre près d'1 million en 1930), ce qui correspond à une densité moyenne de 7,3 habitants par  km². Cette faible population, encore appelée à diminuer avec le temps, justifie le nom de « Laponie du Sud », par analogie avec la région culturelle scandinave. Dans certains endroits comme les Montes Universales, la densité est encore plus faible, atteignant 1,63 habitant par kilomètre carré, soit moins que les 1,8 de la Laponie finlandaise.
Ce déclin démographique remonte aux années 1960, lorsque les habitants ont émigré vers les villes en l'absence d'horizon sur place.
Au total, il y a 503 566 habitants recensés et seulement quatre villes de plus de 20 000 habitants : Calatayud,  Cuenca, Soria et Teruel. Cela contraste avec les grandes villes aux abords de la zone, telles que Madrid, Valence, Saragosse, Bilbao ou Valladolid.
La majorité des villages compte de 50 à 200 habitants. Selon les statistiques de l'INE, un tiers de la population a plus de soixante ans, et seulement 7 % moins de quinze ans. Du fait de l'isolement qui génère des coûts logistiques élevés, les usines ne sont pas rentables et ferment, seuls restent l'élevage et le tourisme qui sont insuffisants pour assurer des revenus. Les jeunes quittent donc l'endroit.
Sa faible densité de population n'est comparable en Europe qu'avec la Laponie ou les Highlands écossais. Contrairement à ces deux régions, la Serranía Celtibérica n'a pas sa propre division administrative, mais comprend partiellement des territoires de différentes  régions communautaires,  Communautés autonomes et provinces, ce qui rend difficile la réception de fonds européens. Les communautés autonomes espagnoles préfèrent en effet dépenser cet argent dans le développement de leurs villes plutôt que leurs territoires ruraux.

## Source
- (es) Cet article est partiellement ou en totalité issu de l’article de Wikipédia en espagnol intitulé « Serranía Celtibérica » (voir la liste des auteurs).